# Челси Манинг
Челси Елизабет Манинг (на английски: Chelsea Elizabeth Manning), родена като Брадли Манинг, е бивша военнослужеща от Армията на САЩ, после разобличителка.
Челси е трансджендър. Смяната на пола ѝ става официално през 2014 г.
Челси Манинг е дете на Брайън Манинг и Сюзън Фокс. Баща ѝ е американски специалист по военно разузнаване, а майка ѝ е родена в Уелс. Семейството има и по-голяма дъщеря Кейси, която в интервю казва, че родителите им са били алкохолици и че майка им е пиела по време на бремеността с Челси. По-късно военният психолог капитан Дейвид Молтън казва пред съда, че лицевите характеристики на Челси показват наличие на фетален алкохолен синдром. В допълнение не е била хранена правилно като бебе и като възрастна достига тегло само 48 кг и височина 1,57 м.
През 2009 Манинг вече работи като специалистка по военно разузнаване като баща си. По-късно е обвинена в разкриване на 750 000 секретни файла на дипломацията на САЩ и предаването им на WikiLeaks, и е осъдена на 35 години затвор.
До ареста ѝ през 2010 г. е специалистка по анализ на разузнавателна информация в батальона за поддръжка на 2-ра бригада, 10-а планинско-стрелкова дивизия за бързо реагиране към американския контингент в Ирак.
Арестувана е по донос на американския журналист Адриан Ламо, на когото Манинг се е доверявала като на постоянен партньор по чат, споделяйки планове и мисли. По доноса Манинг е обвинена в предаване на оперативен видеозапис от борда на вертолет, стрелял на 12 юли 2007 г. по група мирни иракчани с деца (загиват 12 души), и предаване още на около 260 000 дипломатически документа на уебсървъра на Wikileaks, занимаващ се с разобличаване на държавни престъпления.
В интервюто след ареста Манинг разказва, че е направила това, надявайки се чрез даването на публичност на документите да предизвика обсъждания, дебати и реформи.
След ареста почти 2 месеца Манинг е задържана във военен затвор без предявяване на обвинение. Едва на 5 юли 2010 г. ѝ е предявено обвинение в престъпление по членове 92 и 134 от военния кодекс на САЩ. Максималната присъда по това обвинение е 52 години. На 21 август 2013 г. е осъдена на 35 години затвор, в които се включват излежаните вече 1293 дни. През януари 2017 г. президентът Обама намалява присъдата ѝ до 7 години.
През февруари 2019 г. Челси Манинг отказва да даде показания срещу Джулиан Асандж във Вирджиния, казваѝки „Виждали сме злоупотреба с власт с политическа цел безброй пъти. Нямам нищо да добавя към този случай и отказвам да бъда насилвана и да застраша личния си живот с такава хищническа тактика“. Съдът я обвинява в неуважение и я праща в затвора. След около месец е освободена, но получава отново призовка за показания, която отново отказва, казвайки, че „Върховният съд се опитва да подценява почтеността на публичното мнение и наказва тези, които правят обществено достояние и разкриват сериозни, систематични злоупотреби с власт в това правителство“. Съдът я връща в затвора и ѝ налага глоба от 256 000 долара. На 11 март 2019 Челси прави опит за самоубийство. На следващия ден съдът решава да приключи случая. Освобождават я от затвора, но глобата си остава. Същия ден е създадена онлайн сметка за дарения, която събира сумата за 2 дни. Отделна сметка за дарения осигурява 50 000 долара за Челси, с които да осигури живота си след затвора.